# FA Cup 1897/1898
Dvacátý sedmý ročník FA Cupu (anglického poháru), který se konal 18. září 1897 až do 16. dubna 1898. Celkem turnaj hrálo 32 klubů.
Trofej získal klub Nottingham Forest FC, který ve finále porazil Derby County FC 3:1.